# Dan Bakala
Dan Bakala (* 23. Dezember 1987 in Calgary, Alberta) ist ein kanadischer Eishockeytorwart, der aktuell bei Indy Fuel in der nordamerikanischen ECHL unter Vertrag steht.

## Karriere
Dan Bakala begann seine Karriere bei den Calgary Royals in der kanadischen Junioren-Liga AJHL. In der Saison 2008/09 wechselte er zur Bemidji State University, mit der er während seiner ersten Spielzeit der CHA-Champion wurde.
Nach vier Spielzeiten bei den Teams der Minnesota und Bemidji State University gewann er den Allan Cup, die kanadische Amateurmeisterschaft, mit den Bentley Generals und wurde zum besten Torhüter und wertvollsten Spieler gewählt.
Im August 2013 verließ Bakala Nordamerika und wechselte zum schottischen Verein Dundee Stars in die britische Liga EIHL. Mit 92,8 % Fangquote wurde er in der Saison 2013/14 zum Spieler des Jahres und Torhüter des Jahres ernannt.
Durch seine Auszeichnungen wuchs das Interesse an Bakala und am 11. April 2014 gab der schwedische Club Mora IK bekannt, dass sie Bakala verpflichtet hätten. Bakala startete auch gleich in eine erfolgreiche Saison 2014/15 und wurde in dieser als der zweitbeste Torwart der HockeyAllsvenskan hinter Axel Brage ernannt.
Am 10. Juni 2015 ersetzte Bakala den Torhüter Gašper Krošelj beim schwedischen Verein IK Oskarshamn. Nach zwei Spielzeiten in der HockeyAllsvenskan unterschrieb Bakala am 31. März 2016 einen Einjahresvertrag beim Frölunda HC in der Svenska Hockeyligan (SHL) und gewann mit diesem in der Saison 2016/17 die Champions Hockey League im Finale gegen HC Sparta Prag.
Am 7. Oktober 2017 wechselte Bakala in die DEL zur Düsseldorfer EG. Sein Vertrag lief dort bis zum Ende der Saison 2017/18. Im Mai 2018 wechselte Bakala nach Österreich in die Erste Bank Eishockey Liga zum EC Panaceo VSV. Anfang August 2019 wurde der Vertrag aufgelöst. Nach einem kurzzeitigen Einsatz bei Mora IK im Jahr 2019 wechselte Bakala in die nordamerikanische ECHL zu Indy Fuel wo zur Saison 2020/21 sein Vertrag zunächst um ein Jahr verlängert wurde.

## Erfolge und Auszeichnungen
- 2009 CHA-Meisterschaft mit der Bemidji State University
- 2017 Gewinn der Champions Hockey League mit dem Frölunda HC

## Karrierestatistik
(Legende zur Torhüterstatistik: GP oder Sp = Spiele insgesamt; W oder S = Siege; L oder N = Niederlagen; T oder U oder OT = Unentschieden oder Overtime- bzw. Shootout-Niederlage; Min. = Minuten; SOG oder SaT = Schüsse aufs Tor; GA oder GT = Gegentore; SO = Shutouts; GAA oder GTS = Gegentorschnitt; Sv% oder SVS% = Fangquote; EN = Empty Net Goal; 1 Play-downs/Relegation; Kursiv: Statistik nicht vollständig)